# انگشت‌دراز قشنگ
انگشت‌دراز قشنگ (نام علمی: Bavayia pulchella) نام یک گونه از سرده گکوهای کالدونیای جدید است.